# دهستان جوشان
جوشان، دهستانی از توابع بخش گلباف شهرستان کرمان در استان کرمان ایران است ، در فاصله حدود ۷۰ کیلومتری جنوب شرق شهر کرمان و در حد فاصل گلباف و سیرچ واقع شده‌است.

## آبادی ها
براساس سرشماری ۹۵
■دارای سکنه
بترتیب جمعیت
▪︎جوشان
▪︎هشتادان
▪︎دهوییه
▪︎فندقاع
▪︎محسن آباد
▪︎سعدآباد
▪︎زمان آباد
▪︎حسن آباد
■فاقد سکنه
▪︎درگلو
▪︎احمدیه
▪︎بندر جوشان
▪︎بندر چاک
▪︎ده قلي
▪︎زاينده رود
▪︎کنگری
▪︎کهنو
▪︎کلچین
▪︎مادنگ
▪︎ناصر آباد
▪︎تیرکان
▪︎علی آباد مرگون
▪︎زمین نائی
▪︎تلمبه شهید مطهری
▪︎آب آشامیدنی جوشان
▪︎مزرعه اميرحسين کلانتری
▪︎دکل تلویزیونی
▪︎کارخانه برنزیت
▪︎دامن کوه
▪︎کوکون
▪︎کارخانه آسفالت شهرداری
▪︎شهرک ده ملک 
▪︎تلمبه دی رک
▪︎آبگرم
▪︎بندنو
▪︎پشیشکوئیه

## جمعیت
براساس سرشماری سال ۱۳٩۵جمعیت آن ۲,۹۵۶ نفر بوده‌است.